# Distrito de Kargil
Kargil (en hindi; कारगिल जिला) es un distrito de la India en el territorio de Ladakh. Código ISO: IN.JK.KR.
Comprende una superficie de 14 036 km².
El centro administrativo es la ciudad de Kargil. La ciudad de Kargil registró la temperatura máxima histórica de 38,4 °C el 25 de julio de 2021.

## Demografía
Según censo 2011 contaba con una población total de 143 388 habitantes, de los cuales 62 597 eran mujeres y 80 791 varones.